# یعقوبوو (شهرستان کوشنارنکوفسکی، باشقیرستان)
یعقوبوو (انگلیسی: Yakupovo, Kushnarenkovsky District, Republic of Bashkortostan) یک شهرک در شهرستان کوشنارنکوفسکی جمهوری باشقیرستان در کشور روسیه است.